# Treća zona (NDH)
Treća zona u NDH bio je dio talijanske interesne zone u NDH. Prostirala se iza Druge zone, razvojačenog dijela NDH. 
Jednim od Rimskih ugovora, Ugovorom o određivanju granica, određeno je koje je djelove Hrvatske Italija sebi izravno pripojila. To su djelovi Dalmacije i Gorskoga kotara (status Splita i Korčule Italija je izbjegavala regulirati, kao da se radi o sastavnim dijelovima Kraljevine Italije).
Nakon tih ugovora talijanske postrojbe u NDH nisu službeno nosile atribut okupacijskih, nego su postale posadnim snagama. Preostali dio do demarkacijske crte bio je podijeljen u dvije zone. Druga zona bio je obalni pojas NDH sa zaleđem i nazivao se još razvojačenim područjem. NDH je u tom području ponovno preuzela vlast svibnja 1941. godine. Iza Druge zone, ka demarkacijskoj crti u NDH s njemačkim interesnim područjem, prostirala se Treća zona.
NDH je i ovdje bila desuverenizirana, jer ovdje nije smjela imati fortifikacije.
Snage NDH i divlji ustaše oštro i nasilno su reagirale na četnički ustanak u lipnju 1941. Pobunjenici su imali i genocidne namjere. Oštru reakciju NDH i divljih ustaša Italija je samo čekala. Italija je to širenje nemira uzela za izliku da kolovoza 1941. navede NDH na ograničenu reokupaciju razvojačenog pojasa (tzv. druge zone). Apetiti im nisu stali na tome, nego su 7. rujna 1941. uvele izvanredni vojnički režim u obalnom pojasu od Ogulina do Mostara, preuzevši time i vojnu i građansku vlast, što je kod Hrvata izazvalo veće ogorčenje od Rimskih ugovora. Uz to je Italija nastavila sklapati sporazume s četničkim skupinama, čime je pokazivala nakanu okupirati i treću zonu, t.j. područje između obalnog pojasa i demarkacijske crte. 
Tako je ostalo sve do kapitulacije Italije i Ustaška vojnica južno od demarkacijske crte stalno je bila ograničena voljom talijanskog saveznika.
Treća zona nazvana je Trećom zonom potkraj kolovoza 1941. godine.